# 하야트 샤르크스
《하야트 샤르크스》(튀르키예어: Hayat Şarkısı)는 2016년 방영된 터키의 텔레비전 드라마이다.